# Venuskammschnecke

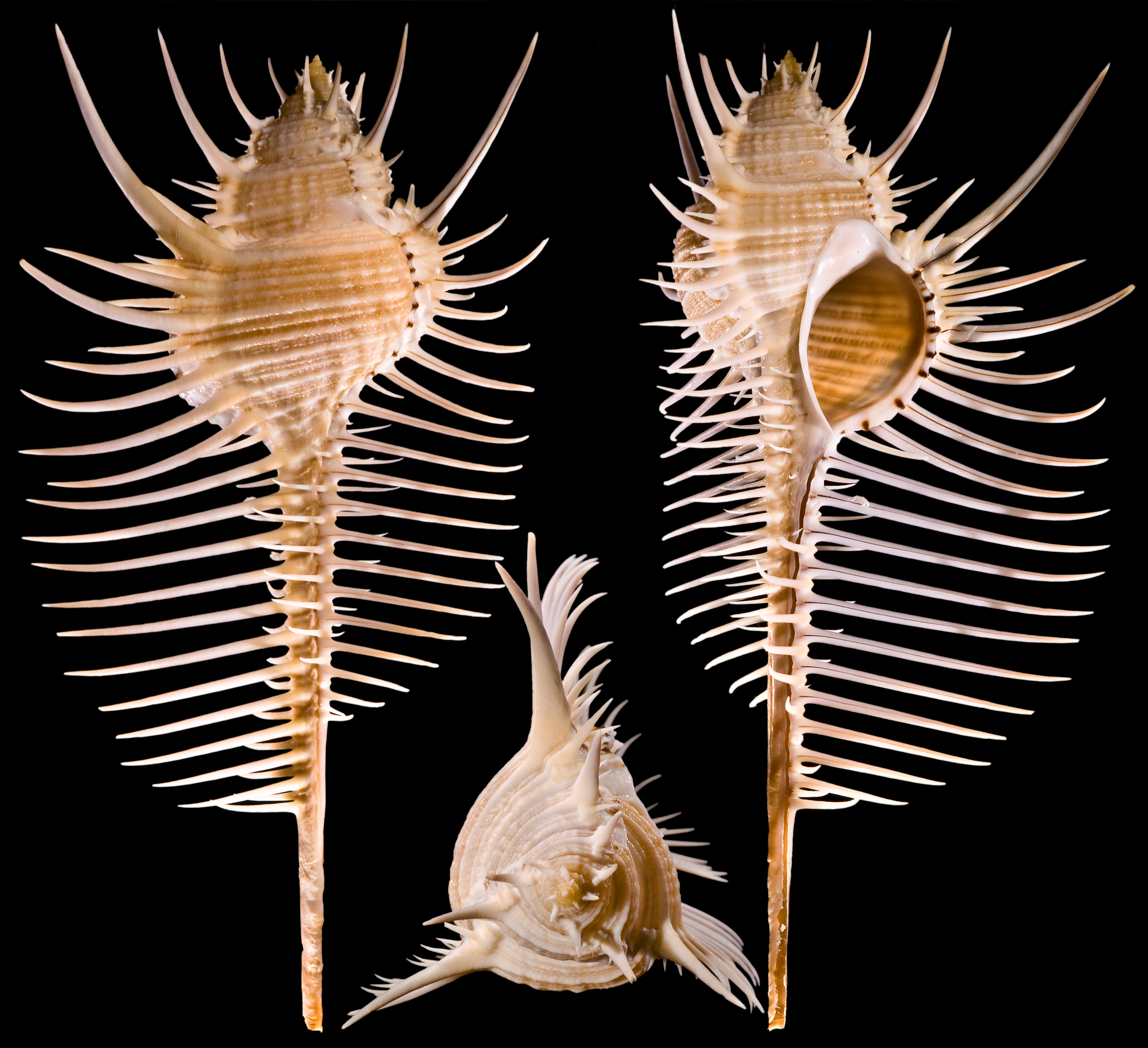
Gehäuse von Murex pecten

Der Venuskamm oder die Venuskammschnecke (Murex pecten) ist eine Schnecke aus der Familie der Stachelschnecken (Gattung Murex), die im mittleren Indopazifik verbreitet ist. Sie hat das am meisten entwickelte Stachelkleid innerhalb der Familie.

## Merkmale
Das kremweiße bis hellbraune, mit zahlreichen langen Stacheln besetzte Schneckenhaus von Murex pecten hat einen bauchigen Körperumgang, ein hervorstehendes kegelförmiges Gewinde und einen sehr langen geraden Siphonalkanal, der deutlich länger als Mündung und Gewinde ist. Es ist dünnwandig, aber solide. Pro Umgang gibt es entsprechend den Wachstumsschüben der Schnecke drei axial verlaufende Varices, auf denen Reihen zahlreicher langer, spitzer, etwas gebogener Stacheln sitzen, die auf dem Siphonalkanal drei Doppelreihen bilden und in Richtung Vorderende desselben kürzer werden. Das vorderste Viertel des Siphonalkanals hat keine Stacheln. Am Körperumgang und Gewinde sitzen die kräftigsten, primären Stacheln, die nach hinten in Richtung Apex gebogen sind. Weiter vorn stehen dünnere, sekundäre Stacheln im rechten Winkel zu den dickeren. Außerdem gibt es kleine, tertiäre Stacheln. Die Gehäusemündung ist eiförmig, die äußere Lippe ist leicht gezähnt und hat einen zahnartigen Vorsprung. Bei ausgewachsenen Schnecken erreicht das Gehäuse eine Länge von bis zu 10 cm, bisweilen bis 15 cm. Das Operculum ist hornig mit dem Nucleus am mittleren Rand.

## Verbreitung
Der Venuskamm tritt im Indischen Ozean an der südöstlichen Küste Afrikas auf, um Madagaskar, Hinterindien und den Malaiischen Archipel, im westlichen Pazifischen Ozean bis Melanesien, nördlich bis Japan und südlich bis Queensland und Neukaledonien.

## Lebensraum
Der Venuskamm lebt in der Gezeitenzone und unterhalb auf Sand oder Schlammboden an der Küste und an Korallenriffen bis hinab zu einer Tiefe von 340 m.

## Funktionen des Stachelkleids
Die zahlreichen Stacheln am Gehäuse des Venuskamms bilden einen effizienten Schutz gegen Fressfeinde. Zugleich verhindern sie ein Absinken der Schnecke in weichem Schlamm. Da die Stacheln im Vorderbereich unterhalb des Siphonalkanals und um die Gehäusemündung einen Käfig bilden, innerhalb dessen die Schnecke relativ ungestört fressen kann, wird diskutiert, dass dieser als Behältnis für Beutetiere dient.

## Nahrung
Es wird vermutet, dass wie bei anderen Stachelschnecken Muscheln und Schnecken den Hauptteil der Nahrung von Murex pecten bilden. Bisher ist das Ernährungsverhalten des Venuskamms jedoch kaum erforscht.

## Bedeutung für den Menschen
Murex pecten wird wegen seines Gehäuses gesammelt und als Schmuck verkauft. Das Fleisch wird gegessen.
Die Stacheln des Gehäuses können einen Menschen gefährlich verletzen, wenn dieser versehentlich auf die Schnecke tritt.